# The Harlem Globetrotters on Gilligan's Island
The Harlem Globetrotters on Gilligan's Island is een Amerikaanse televisiefilm uit 1981. Het is de derde televisiefilm gebaseerd op de serie Gilligan's Island. Het is een vervolg op The Castaways on Gilligan's Island.

## Verhaal
Gilligan en zijn vrienden runnen nog steeds het vakantieoord “The Castaways” op het eiland waar ze jarenlang vastzaten. Ze krijgen bezoek van de Harlem Globetrotters, een reizend gezelschap van basketbalspelers. Het was niet hun bedoeling om het eiland te bezoeken, maar hun vliegtuig kreeg motorpech en moest een noodlanding maken op het eiland.
Na zich een weg door het oerwoud te hebben gebaand, worden de Harlem Globetrotters gevonden door Gilligan en Skipper, die hen welkom heten op het eiland. Ondertussen zet een zakenman zijn zinnen op het eiland en probeert Gilligan en co over te halen het vakantieoord aan hem te verkopen. Hij wil het eiland, daar er een grote energiebron onder ligt.
Uiteindelijk ontdekken Gilligan en Skipper het plan. In de climax van de film basketballen de Harlem Globetrotters tegen een groep robots van de zakenman om te bepalen wie het eiland krijgt.

## Rolverdeling
| Acteur              | Personage              |
| ------------------- | ---------------------- |
| Bob Denver          | Gilligan               |
| Alan Hale Jr.       | Skipper Jonas Grumby   |
| Jim Backus          | Thurston Howell III    |
| Natalie Schafer     | Lovey Wentworth Howell |
| Constance Forslund  | Ginger Grant           |
| Russell Johnson     | Prof. Roy Hinkley Jr.  |
| Dawn Wells          | Mary Ann Summers       |
| David Ruprecht      | Thurston Howell IV     |
| Martin Landau       | J.J. Pierson           |
| Barbara Bain        | Dr. Olga Schmetner     |
| Scatman Crothers    | Dewey Stevens          |
| Whitney Rydbeck     | George (de robot)      |
| Dreama Perry Denver | The Howells' secretary |
| Rosalind Chao       | Hotel clerk            |
| Stu Nahan           | Sportscaster #1        |

## Achtergrond
Het originele scenario van de film heette The Dallas Cowboys Cheerleaders on Gilligan's Island, maar dit werd veranderd naar de Harlem Globetrotters.
Vanwege de slechte gezondheid van acteur Jim Backus, die in de serie en de vorige twee films miljonair Thurston Howell III speelde, werd in deze film een nieuw personage geïntroduceerd: Thurston’s zoon Thurston Howell IV. Thurston Howell III komt in de film alleen in de slotscène even voor. In de rest van de film is hij op zakenreis en heeft zijn zoon even de leiding over het vakantieresort. Zijn cameo in de slotscène werd toegevoegd op aandringen van acteur Jim Backus.